# Война громкостей
Война громкостей (англ. loudness war; возможны и иные варианты перевода: го́нка громкосте́й, война́ за гро́мкость, пого́ня за гро́мкостью) — склонность музыкальной индустрии (лейблов звукозаписи) к постепенному увеличению громкости записываемой и распространяемой музыки из-за стремления выделить свои записи на фоне остальных.
Это явление наблюдается во многих областях музыкальной индустрии, в особенности в радиовещании и альбомах, выпускаемых на компакт-дисках и DVD. В случае с компакт-дисками гонка громкостей вызвана желанием исполнителей и продюсеров выпускать альбомы, которые звучали бы громче, чем альбомы конкурирующих исполнителей или лейблов. Однако компакт-диски имеют фиксированный предел громкости, и после достижения этого предела общая громкость может быть увеличена только с помощью компрессии и последующего усиления. Чрезмерное применение этих средств может вызвать искажение и срез амплитуды сигнала.

## Введение

### Громкость
При сравнении двух записей с разной громкостью, лучшей будет признана более громкая. Это можно объяснить тем, что человеческое ухо реагирует на разные уровни звукового давления. Способность воспринимать звуковые частоты зависит от уровня давления звука — чем выше давление, тем больше высоких и низких частот воспринимает человек. Музыку с большой громкостью легче услышать в шумной обстановке, например, в машине, поезде или на оживлённой улице. Кроме того, такая музыка субъективно (и объективно — из-за более высокого соотношения сигнал/шум) будет звучать лучше на аудиосистемах низкого качества. Эта особенность и привела к «гонке громкостей» (по аналогии с гонкой вооружений). Это обусловлено конкуренцией в сферах радиовещания и звукозаписи. Кроме того, сами исполнители и звукооператоры также склонны повышать громкость музыки, чтобы соответствовать современному уровню.

### Противники
Эту практику осудили некоторые профессионалы индустрии звукозаписи и меломаны. Если компакт-диск будет передан радиостанции, то она применит свою собственную обработку сигнала, уменьшающую динамический диапазон материала радиопередачи для нормализации его уровня независимо от оригинальной записи.
Противники также призвали к непосредственным изменениям в звуковой индустрии относительно уровня громкости. У многих музыкантов есть записи, сделанные громче против их желания.

### История
Звукозаписывающие компании начали вступать в битву за громкость с начала 1960-х годов, когда было обнаружено, что более громкие песни из музыкальных автоматов-джукбоксов, как правило, привлекают большее внимание публики. Поэтому было принято решение, что для большей конкурентоспособности песням на пластинках необходимо добавлять громкость. Однако физические особенности виниловых пластинок ограничивали желания продюсеров и возможности инженеров по наращиванию громкости.
Виниловая пластинка представляет собой гладкую поверхность, в которой для записи аналогового звука прорезаны тонкие канавки V-образной формы. Создание пластинки в студии звукозаписи включает в себя процесс, называемый мастерингом — процесс, при котором песни выравниваются по уровню звука и размещаются в нужном по требованиям носителя порядке. Мастеринг всегда был возможностью выровнять громкость и время воспроизведения. Чем громче делалась песня, тем реже размещались канавки. Выигрыш в громкости приводил к сокращению времени воспроизведения. Это было критично для пластинок (LP), где на сторону обычно умещалось до шести песен длительностью три-четыре минуты.
Поскольку для экономии денег на производстве количество виниловых дисков в альбоме не превышало одного-двух, то в противостоянии громкости и времени воспроизведения выигрывало время. Аналоговые компрессоры той эпохи обычно представляли собой усилители выходного сигнала, применяемые по отдельности к каждому из каналов многодорожечной звукозаписи. Это позволяло регулировать индивидуально звук каждого трека (вокал, клавишные, гитары, ударные и т. д.), добавляя в песню прозрачность или изменяя звучание с помощью дополнительных эффектов обработки.
Однако в некоторых случаях (впервые, вероятно, при выпуске хитовых синглов студией «чёрной» музыки Motown Records) компрессоры стали использовать для искусственного повышения громкости до уровня выше среднего. Мастеринг-инженеры сокращали динамический диапазон песни так, чтобы трек целиком можно было усилить до максимального уровня, при этом не выйти за физически допустимые пределы винилового носителя. Такой способ получил название «горячий» мастеринг и применялся к синглам, где каждая сторона пластинки содержала всего по одной песне, поэтому канавки можно было прорезать менее плотно, чем на лонгплеях.

## Интерпретации
Представления относительно эффекта «гонки громкостей» в большой степени субъективны. Сторонники более громких компакт-дисков утверждают, что потребители предпочитают более громкие компакт-диски и считают их лучшими. Противники чаще слушают старые и тихие записи, от которых уши устают меньше. Кто-то не замечает эффекта вообще или не считает его значимым. «Продвинутые» меломаны в звуковых редакторах «declipped» и «unmastering» пытаются исправить проблему «громких» альбомов и выкладывают на торренты свои версии этих альбомов, чтобы их прослушивание на высококачественной аппаратуре не утомляло слушателя. Однако звук на таких записях уже испорчен, его исходное качество, которое было до многополосной компрессии, восстановить невозможно.
Некоторые организации ведут базу данных громкостей выпускающихся альбомов, чтобы потребители заранее понимали, что им предстоит услышать.

## Форматы
В настоящее время «гонка громкостей» имеет тенденцию затрагивать многие цифровые копии музыкальных произведений.
Записи, выпущенные на грампластинках, в массе своей, не подвергаются этому виду обработки. Это происходит частично из-за технических ограничений формата и частично из-за того, что грампластинки теперь являются продуктом для специализированного рынка.
Подвержены этой проблеме и некоторые SACD и DVD-Audio. Однако эти форматы с высокой разрешающей способностью предназначены в значительной степени для меломанов и аудиофилов. Поэтому попытки применить увеличение громкости к материалам, записываемым на них, будут необоснованны, поскольку оттолкнут потенциальных покупателей.

## Переиздания
Переизданию подвергаются множество записей, и качество этих версий записей можно исправлять, используя технологию «Computer Enhanced Digital Audio Restoration» (CEDAR); этот инструмент был разработан, чтобы улучшить полосу пропускания записи и уменьшить фоновый шум. Расширенная частотная характеристика приветствуется, поскольку может улучшить ясность и эффект присутствия — но, с другой стороны, уравновешивание может быть проведено неестественно и чрезмерно точно к записи. При этом многие звукозаписывающие компании увеличивают средний уровень записи при помощи компрессии, лимитеров или клиппинга.

## Примеры
Список альбомов, которые подверглись критике за качество звука.
| Исполнитель             | Альбом                                        | Дата выпуска     |
| ----------------------- | --------------------------------------------- | ---------------- |
| Arctic Monkeys          | Whatever People Say I Am, That's What I'm Not | 23 января 2006   |
| Black Sabbath           | 13                                            | 10 июня 2013     |
| Кристина Агилера        | Back to Basics                                | 9 августа 2006   |
| The Cure                | 4:13 Dream                                    | 27 октября 2008  |
| Duran Duran             | Duran Duran (ремастиринг 2010 года)           | 29 марта 2010    |
| Duran Duran             | Seven and the Ragged Tiger (ремастиринг 2010) | 29 марта 2010    |
| The Flaming Lips        | At War with the Mystics                       | 3 апреля 2006    |
| Led Zeppelin            | Mothership                                    | 12 ноября 2007   |
| Лили Аллен              | Alright, Still                                | 13 июля 2006     |
| Los Lonely Boys         | Sacred                                        | 18 июля 2006     |
| Metallica               | Death Magnetic                                | 12 сентября 2008 |
| Миранда Ламберт         | Revolution                                    | 29 сентября 2009 |
| Oasis                   | (What's the Story) Morning Glory?             | 2 октября 1995   |
| Пол Маккартни           | Memory Almost Full                            | 4 июня 2007      |
| Пол Саймон              | Surprise                                      | 9 мая 2006       |
| Queens of the Stone Age | Songs for the Deaf                            | 27 августа 2002  |
| Red Hot Chili Peppers   | Californication                               | 8 июня 1999      |
| Rush                    | Vapor Trails                                  | 14 мая 2002      |
| The Stooges             | Raw Power (ремикс 1997 года)                  | 22 апреля 1997   |
| Тейлор Свифт            | 1989                                          | 27 октября 2014  |